# Chloroclystis inaequata
Chloroclystis inaequata là một loài bướm đêm trong họ Geometridae.